# Хачкар у Новом Саду
Хачкар Светог спаситеља у Новом Саду, поклон Друштва српско-јерменског пријатељства Новом Саду, постављен је у близини места на којем је некада стајала Јерменска црква. Његовим постављањем у непосредној близини гробнице породице Ченези и обележених темеља цркве показана је захвалност граду за пружање уточишта избеглим Јерменима 1739. године и одата почаст погинулим југословенским пилотима, страдалим 1988. године приликом допремања помоћи Јерменији после катастрофалног земљотреса.
Постављен је 1992. године и свечано откривен 15. јануара 1993. године, овај споменик је један од два која су стигла у Југославију након што су га израдили јерменски уметници Арана Мкртчјан, Пајлк Макарјан и Ајк Согомоњан. Новосадски хачкар је израђен од два одвојена монолитна комада црвеног вулканског камена (тзв. туфа), асиметричног облика. У правом смислу речи хачкаром може да се сматра део споменика који је окренут у правцу Тврђаве. На њему је приказана сцена Христовог распећа - на филигрански исклесаној позадини. 
На другом монолиту, окренутом на супротну страну, уклесана су имена погинулих пилота и натпис на јерменском језику, којим се подсећа на насељавање Јермена у Новом Саду у 18. веку.